# Château de la Forêt (Montcresson)
Pour les articles homonymes, voir Château de la Forêt.
Le château de la Forêt ou château de la Forest est un château français situé à Montcresson dans le département du Loiret et la région Centre-Val de Loire.
Il fait l’objet d’une inscription au titre des monuments historiques depuis le 29 septembre 1986.

## Géographie
Situé dans le sud de la commune, il est bâti en forêt, le Bois rond, à proximité du Loing.

## Histoire
Le château de la Forest a été reconstruit au XVIe siècle par la famille de Boileau sur les ruines d’un édifice plus ancien.
La famille de Machault en devint propriétaire en 1627 et le conserva près de deux siècles.
La famille de Castries l’acheta en 1842 et il passa par alliance au maréchal de Mac-Mahon, duc de Magenta, troisième président de la République française de 1873 à 1879. Il fut sa résidence et il y mourut en 1893.
Le domaine est resté la propriété de ses descendants.